# Cl@ve

Logo del sistema Cl@ve.

Cl@ve es un sistema de autenticación digital, establecido por el Gobierno de España, para identificarse en los trámites realizados por internet. Puede utilizarse en todos los organismos de la Administración General del Estado en que se prevé la tramitación en línea y en los órganos del resto de Administraciones Públicas que se hayan adherido al sistema.
En 2022, el sistema Cl@ve superó los 15 millones de usuarios registrados.

## Características del sistema
Mediante el sistema Cl@ve es posible identificarse digitalmente con seguridad desde cualquier dispositivo (ordenador, teléfono móvil o tableta), sin necesidad de tener en él instalado ningún programa ni certificado. Esta es precisamente su ventaja respecto a la identificación mediante un certificado digital, pues en este caso el certificado debe estar instalado en el dispositivo que se vaya a usar.
Los ciudadanos, una vez registrados en el sistema, pueden identificarse y realizar los trámites con la administración, utilizando solo el número de su Documento Nacional de Identidad, y una clave. Esta clave puede ser:
1. una clave permanente, en este caso una vez obtenida puede utilizarla para todos los trámites que realice.
2. una clave ocasional, se recibirá mediante un SMS al iniciar el trámite, y solo será válida durante unos minutos.

## Registro
El registro en el sistema puede hacerse presencialmente en una oficina de registro adheridas al sistema o por Internet.
Para registrarse presencialmente basta disponer del Documento Nacional de Identidad, facilitar un número de teléfono móvil y una dirección de correo electrónico. Están adheridas al sistema la mayor parte de las oficinas de la Agencia Tributaria y de la Seguridad Social. Puede buscarse una de estas oficinas mediante el buscador que de la página web del sistema.
El registro a través de Internet dispone de varios procedimientos:
1. Utilizando un certificado digital o el eDNI (es decir, un Documento Nacional de Identidad electrónico, que  tenga activada la identificación digital).
2. Solicitando una carta de invitación, que recibirá en su domicilio, e incluirá una clave que le permitirá realizar el registro en el sistema cl@ve a través de Internet.

Para el registro a través de Internet debe proporcionar los mismos datos que en el registro presencial: Documento Nacional de Identidad, número móvil y dirección de correo electrónico.
Completado el registro de cualquier de los modos previstos recibirá un SMS confirmado que ha quedado registrado, y se te facilitará una clave de activación. A partir de ese momento podrá utilizar la identificación mediante cl@ve.

## Identificación en los trámites a través de cl@ve
Una vez que el ciudadano se ha registrado en el sistema cl@ve podrá realizar los trámites con la administración a través de Internet, identificándose con la clave que le proporciona el sistema.
Como se indica en el apartado características del sistema, se dispone de dos modos de identificación.
1. Mediante clave permanente[5] que se obtiene en la página web del sistema, utilizando la clave de activación que se recibió cuando se confirmó el registro. La clave permanente es útil para aquellos que deben realizar con frecuencia trámites online con la Administración. Para ello solo necesitan introducir el número del Documento Nacional de Identidad y la clave permanente que se ha obtenido tras registrarse.
Para algunos trámites que requieren un especial nivel de seguridad, tras introducir estos datos (Documento Nacional de Identidad y clave permanente), se recibirá por SMS un código de verificación que habrá que introducir en la página en que estamos haciendo el trámite. Este código de validación solo tiene validez durante 10 minutos pasado ese tiempo, deberá pedirse otro código nuevo.
2. Mediante clave ocasional;[6] en este caso, tras introducir el número del Documento Nacional de Identidad se recibe mediante un mensaje SMS un código de validación que permitirá continuar la tramitación. Como se indica en el caso anterior, el código de validación que se recibe mediante mensaje SMS solo tiene validez durante 10 minutos siendo necesario, pasado ese tiempo, solicitar un nuevo código. También puede utilizarse la app Cl@ve PIN.